# 乌斯蒂卡
乌斯蒂卡（義大利語：Ustica），是意大利西西里大区巴勒莫广域市的一个市镇。总面积8平方公里，人口1302人，人口密度162.8人/平方公里（2009年）。ISTAT代码为082075。